# Єлховка (Вадський район)
Єлховка (рос. Елховка) — село в Вадському районі Нижньогородської області Російської Федерації.
Населення становить 411 осіб. Входить до складу муніципального утворення Круто-Майданська сільрада.

## Історія
Від 2009 року входить до складу муніципального утворення Круто-Майданська сільрада.

## Населення
| 1999 | 2002 | 2010 |
| ---- | ---- | ---- |
| 542  | ↘509 | ↘411 |